# Молль, Карл
Карл Молль (нем. Carl Moll; 23 апреля 1861, Вена — 13 апреля 1945, Вена) — австрийский художник эпохи югендстиля.

## Биография
Молль учился в венской Академии изобразительных искусств в 1880—1881 годах. у Христиана Грипенкерля. Позднее стал учеником и ассистентом художника-пейзажиста Эмиля Якоба Шиндлера. После смерти Шиндлера в 1892 году Молль женился на его вдове и тем самым стал отчимом его дочери Альмы.
В 1897 году Молль становится одним из соучредителей Венского сецессиона. Участники Сецессиона проводили в Вене выставки современного искусства, по инициативе Карла Молля в 1903 году в Вене была основана «Современная галерея», носящая сейчас название Австрийская галерея Бельведер.
В 1905 году Карл Молль вместе с несколькими художниками из группы Густава Климта вышел из состава Венского сецессиона. Как руководитель Галереи Митке Молль занялся продвижением творчества Климта. Он организовывал выставки с участием художников из других стран, благодаря Моллю в Вене впервые появились работы Винсента ван Гога.
В 1930-е годы Молль проявил себя убеждённым национал-социалистом. После аншлюса Австрии гитлеровской Германией в 1938 году падчерица Молля Альма Малер-Верфель была вынуждена бежать из Австрии со своим мужем еврейского происхождения, поэтом Францем Верфелем. Несколькими днями позже Молль забрал из Галереи Бельведер пять картин, которые Альма передала в её распоряжение, от имени своей дочери Марии Эбершталлер. Самую ценную из картин — «Летнюю ночь на пляже» Эдварда Мунка, Молль позднее продал Галерее. В соответствии с австрийским Законом о реституции после длительного судебного разбирательства эта картина была передана 9 мая 2007 года законной наследнице Альмы Малер-Верфель Марине Малер.
В 1945 году, когда советские войска входили в Вену, Карл Молль вместе со своей дочерью и её мужем покончил жизнь самоубийством на своей вилле. Он похоронен на венском Гринцингском кладбище.
Молль получил признание благодаря своим крупноформатным цветным литографиям и ксилографиям. Стиль его поздних пейзажей изменился от плоскостной живописи, свойственной Сецессиону, к большей пространственности, а в поздние годы Молль всё больше сближался с экспрессионизмом.

## Галерея

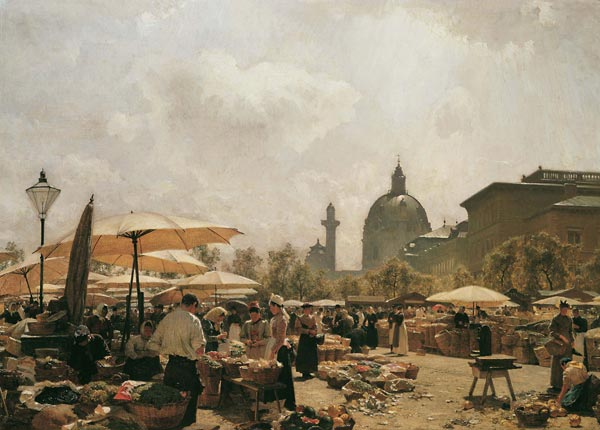
Рынок Нашмаркт (1894). Галерея Бельведер, Вена.
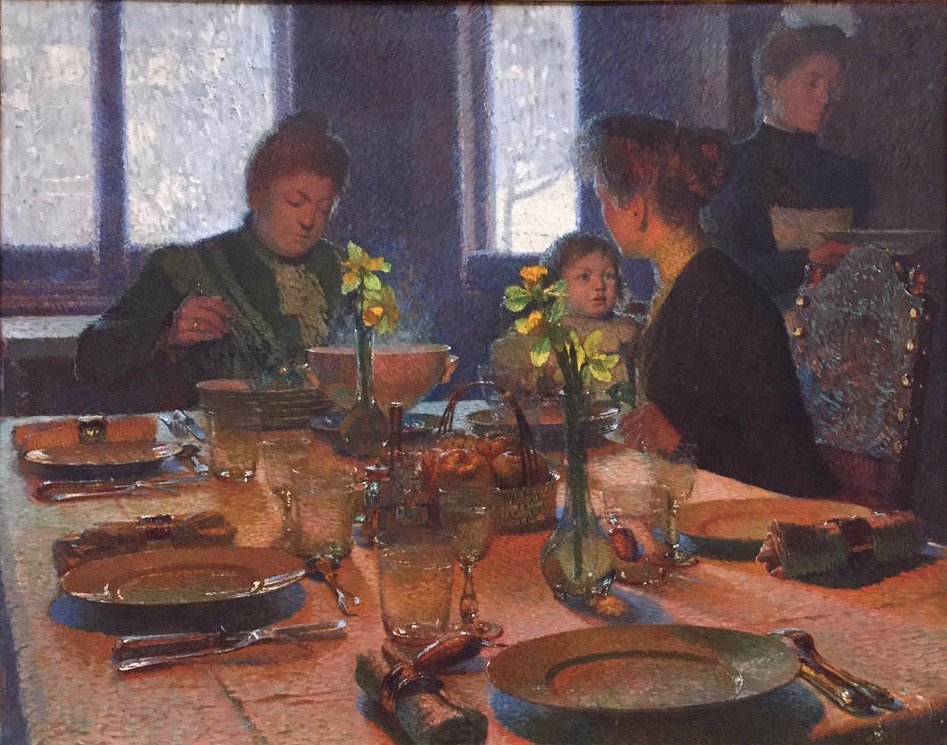
За обеденным столом, 1901, Национальная галерея Канады.
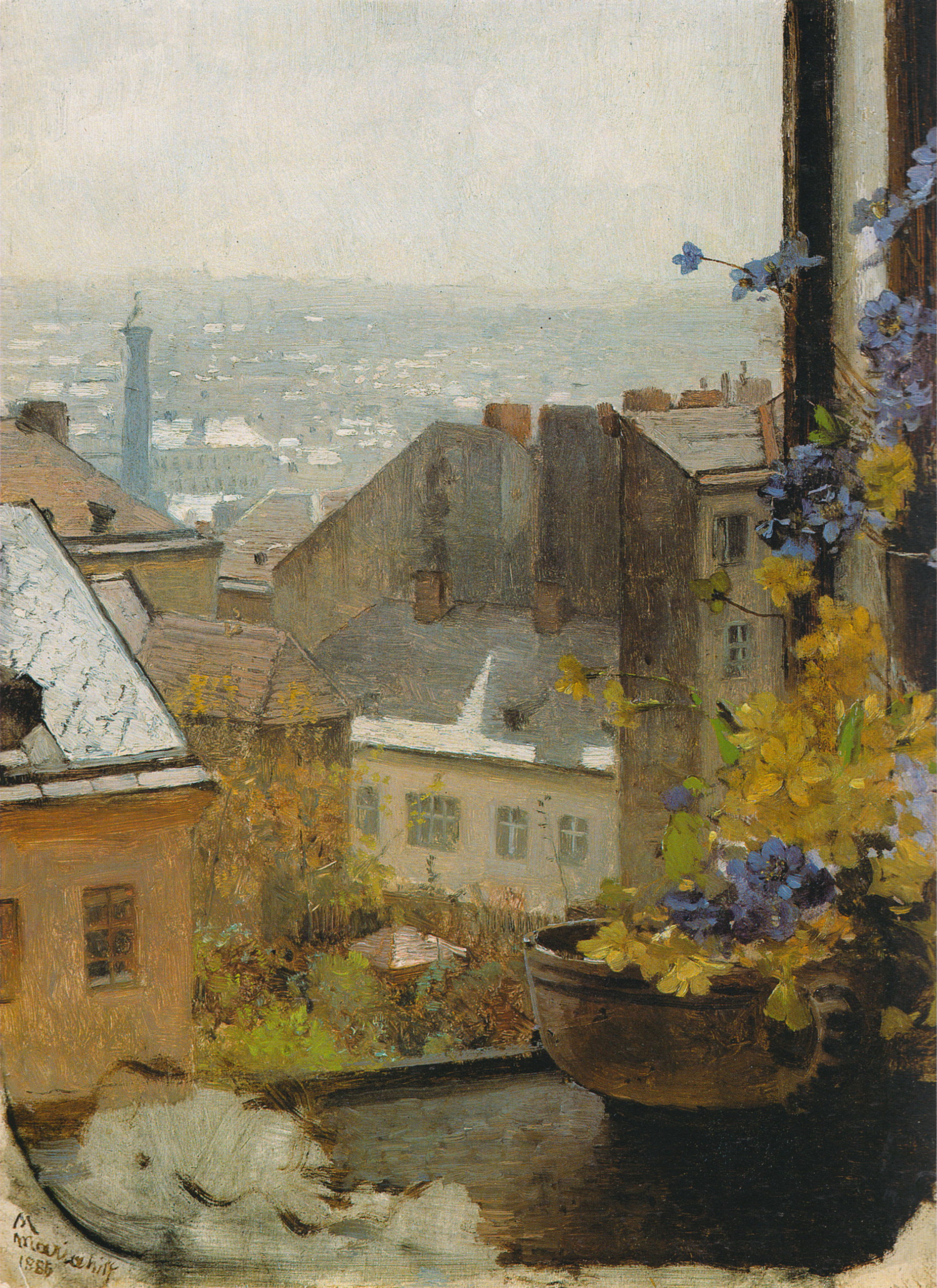
Окно Шиндлера, 1886
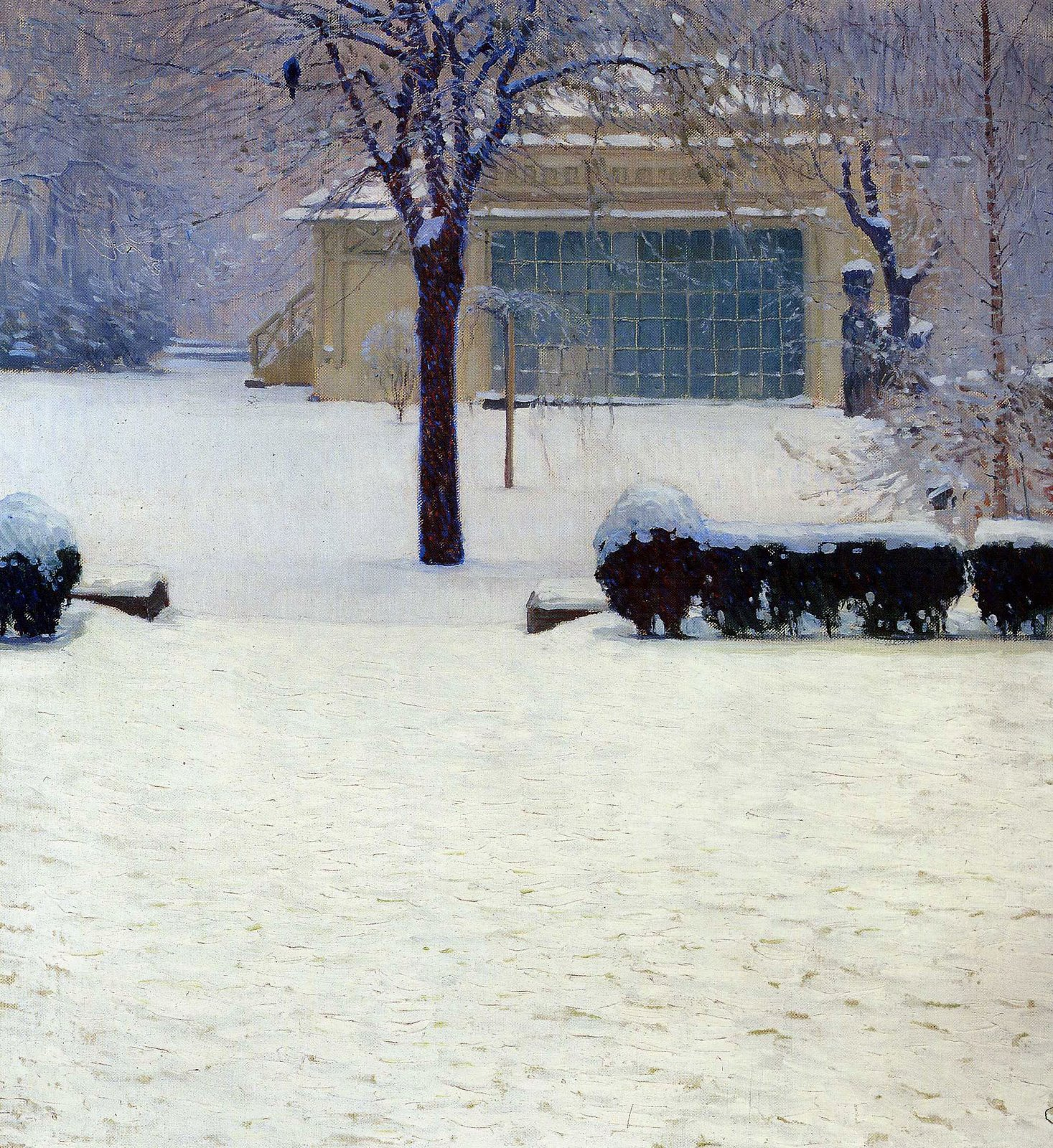
Мастерская в снегу
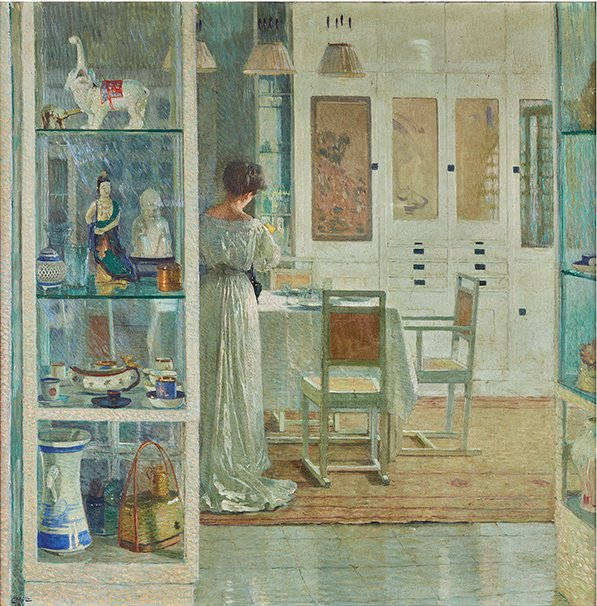
Белая столовая, 1905
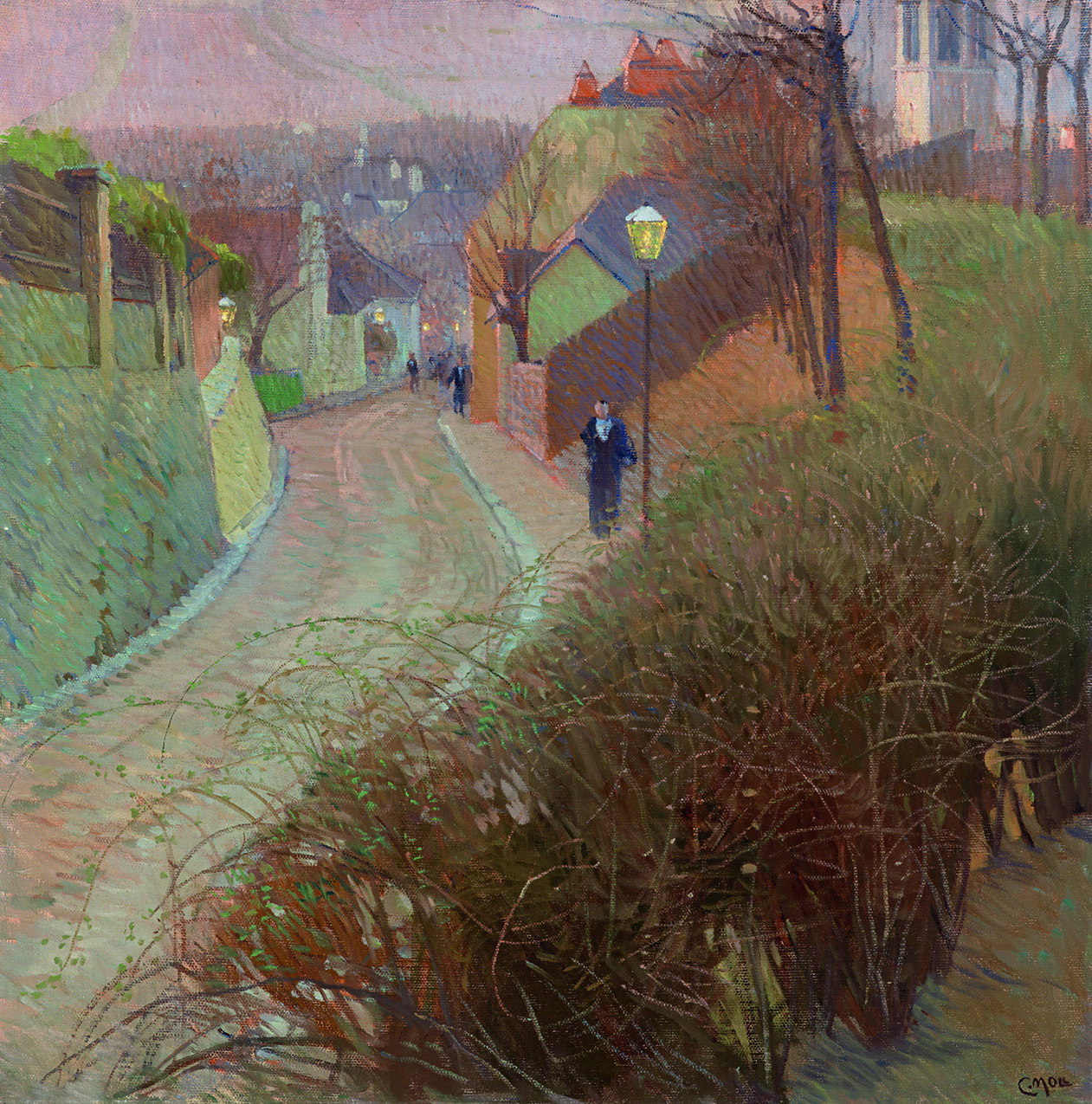
Вид на венский Хайлигенштадт.
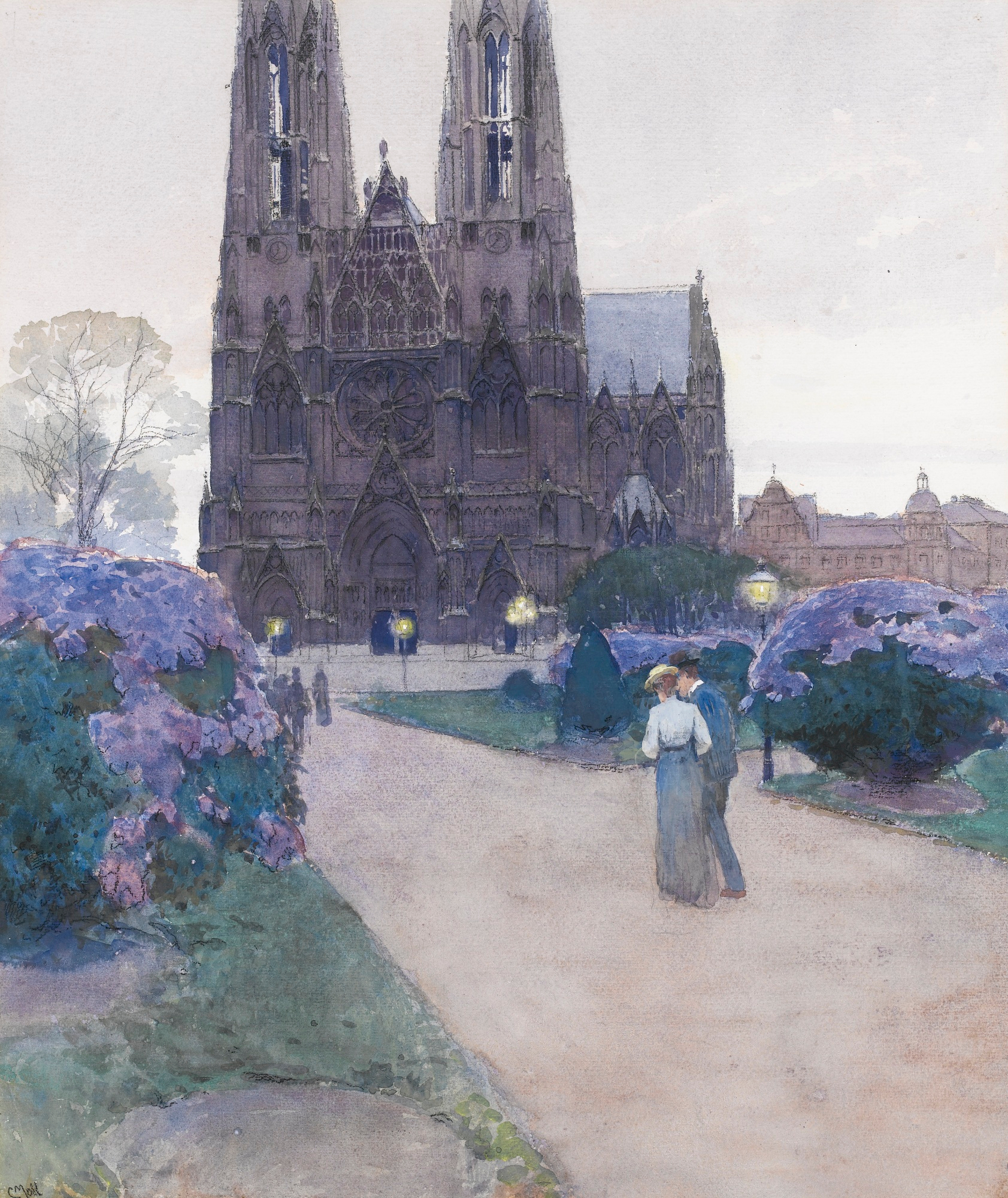
Прогулка в саду перед церковью Обета. Вена.